# Jezerski
Jezerski je naseljeno mjesto u sastavu općine Bosanska Krupa, Bosna i Hercegovina.
Naselja koja sačinjavaju tu mjesnu zajednicu su: Jezerski Grad, Crnkići, Ramići, Selimagići, Gornje Polje, Donje Polje, Dijelovi. U Jezerskom se nalazi osnovna škola "Jezerski".

## Stanovništvo

### Popisi 1971. – 1991.
| Jezerski           |              |               |               |
| godina popisa      | 1991.        | 1981.         | 1971.         |
| Muslimani          | 3272 (98,49% | 2929 (97,57%) | 2318 (96,14%) |
| Srbi               | 27 (0,813%)  | 47 (1,566%)   | 70 (2,903%)   |
| Jugoslaveni        | 3 (0,090%)   | 22 (0,733%)   |               |
| Hrvati             | 1 (0,030%)   |               | 1 (0,041%)    |
| ostali i nepoznato | 19 (0,572%)  | 4 (0,133%)    | 22 (0,912%)   |
| ukupno             | 3322         | 3002          | 2411          |

### Popis 2013.
| Jezerski           |       |
| godina popisa      | 2013. |
| Srbi               |       |
| Bošnjaci           |       |
| Hrvati             |       |
| ostali i nepoznato |       |
| ukupno             | 3734  |

## Šport
Od 1979. održavaju se Majske igre Jezerski. Od 2013. održava se Memorijalni noćni turnir "Putem heroja Šerbule".

## Vanjske poveznice
- Službene stranice općine Bosanska Krupa  Arhivirana inačica izvorne stranice od 25. siječnja 2021. (Wayback Machine)